# Charles Jenkins (atleta)
Charles Jenkins (Nueva York, Estados Unidos, 7 de enero de 1934) fue un atleta estadounidense, especializado en la prueba de 400 m en la que llegó a ser campeón olímpico en 1956.

## Carrera deportiva
En los JJ. OO. de Melbourne 1956 ganó la medalla de oro en los relevos 4x400 metros, con un tiempo de 3:04.8 segundos, llegando a meta por delante de Australia (plata) y Reino Unido (bronce), siendo sus compañeros de equipo: Tom Courtney, Lou Jones y Jesse Mashburn.
También consiguió la medalla de oro en los 400 metros, con un tiempo de 46.7 segundos por delante del alemán Karl-Friedrich Haas (plata con 46.8 segundos), y del finlandés Voitto Hellsten y el soviético Ardalion Ignatyev empatados en el bronce con 47.0 segundos.